# Max Barry
Max Barry, född 18 mars 1973, är en australisk författare inom satir och science fiction som har gett ut fem romaner, fem noveller och fyra essäer.
Han är också skaparen och ägaren av det onlinebaserade politiska rollspelet Nationstates, som användes för att marknadsföra hans dystopiska roman Jennifer Government.